# Temple maçonnique de Strasbourg
Le temple maçonnique Frédéric-Piton est un monument historique situé à Strasbourg, dans le département français du Bas-Rhin et la région Grand Est.

## Localisation
Ce bâtiment est situé au 11, rue du Maréchal-Joffre à Strasbourg.

## Historique
L'édifice fait l'objet d'une inscription au titre des monuments historiques depuis 1993.

## Architecture
Le temple est doté d'un orgue, construit en 1889 par Heinrich Koulen.